# Збірна Фіджі з регбі-7

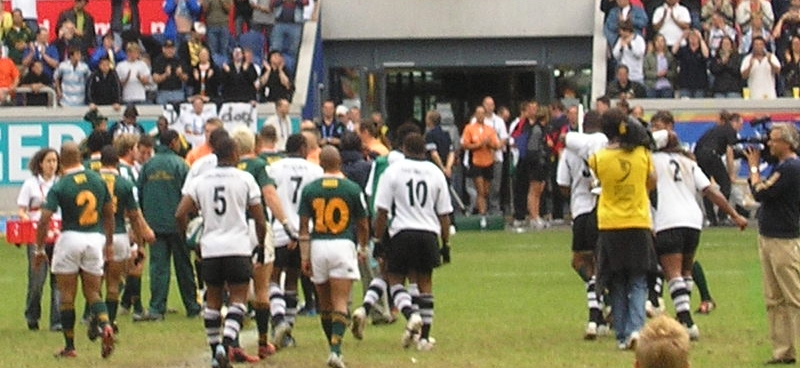
Збірна Фіджі після перемоги над збірною ПАР у фіналі Кубка Світу 2005 року.

Збірна Фіджі з регбі-7 — національна регбійна збірна, яка представляє Фіджі у регбі-7. Фіджійська збірна є однією із напопулярніших та найсильніших збірних з регбі-7 у світі. Збірна Фіджі є 12-разовим переможцем одного із найпопулярніших турнірів Світової серії регбі-7 — Hong Kong Sevens, що є рекордом від початку розіграшу турніру в 1976 році. Фіджійці також двічі вигравали Кубок світу — у 1997 та 2005 роках (обидва ці розіграші проходили у Гонконгу). Збірна Фіджі у регбі-7 є також діючим переможцем Світової серії регбі-7, чим забезпечила собі пряму путівку на Олімпійські ігри 2016 року. 12 серпня 2016 року на Олімпійських іграх в Ріо-де-Жанейро, фіджійці переграли збірну Великої Британії у фіналі чоловічого регбійного турніру із рахунком 43-7, та здобули першу в історії Фіджі олімпійську медаль.

## Історія
Першим успіхом збірної Фіджі з регбі-7 став виграш у 1977 році традиційного турніру, який пізніше був включений до Світової серії регбі-7 — Hong Kong Sevens, на другому розіграші цього турніру. На Кубку світу фіджійська збірна дебютувала у 1993 році, та двічі ставала переможцем Кубку Світу — у 1997 та 2005 роках. Тричі — у 2001, 2005 та 2009 році, фіджійська збірна з регбі-7 ставала переможцем Світових ігор — найбільшого міжнародного змагання з видів спорту, які не входять до програми Олімпійських ігор.
З 2000 року збірна Фіджі бере участь у Світовій серії регбі-7 — серії з 11 турнірів, які проводить Міжнародна регбійна спілка. Дебютний сезон виявився збитковим для Регбійного союзу Фіджі, і вже після закінчення дебютної світової серії для фіджійців, у грудні 2000 року керівники регбійного союзу заявили про наявність боргів на суму 933 306 фіджійських доларів. Фіджійці звернулись до Міжнародної регбійної спілки із проханням про фінансову допомогу, стверджуючи, що весь розіграш був побудований навколо фіджійської збірної. Міжнародна спілка прислухалась до прохань фіджійців, та надала необхідну фінансову допомогу. Це дозволило збірній з острівної країни не лише продовжити виступи у світовій серії, а фіджійському регбійному союзу отримати прибуток у сумі 560 311 фіджійських доларів, у порівнянні зі збитком минулого року 675 609 фіджійських доларів.
Колишній гравець збірної Фіджі Вайсале Сереві визнаний найкращим гравцем світу в регбі-7. Він отримав прізвисько «Маестро», та грав у складі збірної від 1989 до 2006 року, і був лідером збірної на усіх її переможних виступах на міжнародних турнірах, включно з двома переможними Кубками світу в 1997 та 2005 роках. Він також у 2005—2007 роках виконував роль як головного, так і граючого тренера, та привів фіджійців до перемоги у Світовій серії 2005—2006 років.

## Досягнення
| - 1997 Кубок світу з регбі-7 Перемога - 1998 Ігри Співдружності Срібна медаль - 2002 Ігри Співдружності Срібна медаль - 2006 Ігри Співдружності Бронзова медаль - 2001 Світові ігри Золота медаль - 2005 Світові ігри Золота медаль - 2009 Світові ігри Золота медаль - 1995,1999,2003,2007 Тихоокеанські ігри Золота медаль - 2005 Кубок світу з регбі-7 Чемпіони - 2005—2006 Світова серія регбі-7 Перемога - 2005 «Darwin 7s» Darwin Hottest Sevens Перемога - 2006 «Darwin 7s» Darwin Hottest Sevens Перемога - 2007 «Darwin 7s» Darwin Hottest Sevens Перемога - 2008 «Darwin 7s» Darwin Hottest Sevens Перемога - 2014 Oceania Sevens Перемога - 2014—15 Світова серія регбі-7 Перемога - 2015—16 Світова серія регбі-7 Перемога - Літні Олімпійські ігри 2016 Золота медаль | Переможці Hong Kong Sevens: - 1977 - 1978 - 1980 - 1981 - 1984 - 1990 - 1991 - 1992 - 1997 (як Кубок світу з регбі-7) - 1998 - 1999 - 2005 (як Кубок світу з регбі-7) - 2009 - 2012 - 2013 - 2015 |

## Виступи на міжнародних змаганнях

### Літні Олімпійські ігри
| 2016    | Переможці | 1st | 6 | 6 | 0 | 0 |
| Виступи | 1 титул   | 1/1 | 6 | 6 | 0 | 0 |

### Кубок світу з регбі-7
Збірна Фіджі двічі вигравала Кубок світу з регбі-7 — уперше в 1997 році, вдруге в 2005 році.
| 1993    | Півфіналіст     | 3-тє            | 9               | 7               | 2               | 0               |
| 1997    | Переможець      | 1-ше            | 7               | 7               | 0               | 0               |
| 2001    | Півфіналіст     | 3-тє            | 7               | 6               | 1               | 0               |
| 2005    | Переможець      | 1-ше            | 8               | 8               | 0               | 0               |
| 2009    | Чвертьфіналіст  | 5-те            | 4               | 3               | 1               | 0               |
| 2013    | Третє місце     | 3-тє            | 6               | 4               | 2               | 0               |
| 2018    | Кваліфікувалися | Кваліфікувалися | Кваліфікувалися | Кваліфікувалися | Кваліфікувалися | Кваліфікувалися |
| Виступи | 2 титули        | 6/6             | 41              | 35              | 6               | 0               |

## Гравці

### Поточний склад
Склад збірної Фіджі на Літніх Олімпійських іграх 2016 року.
1. Апісаі Домолаїлаї
2. Джаса Веремалуа
3. Джосуа Туісова
4. Кітіоне Таліга
5. Леоне Накарава
6. Осеа Колінісау (кап)
7. Самісоні Вірівірі
8. Савенака Равака
9. Семі Кунатані
10. Джеррі Туваі
11. Ватемо Равоувоу
12. Віліам Мата
13. Масівесі Дакувака (13-й член команди)

### Колишні гравці
| - Манаса Барі - Сірелі Бобо - Рупені Кауканібука - Вілімоні Деласау - Темесія Каумая - Іфереімі Нарума - Норман Лігаірі - Тімосі Матанавоу - Лепані Набулівага - Веренікі Гонева | - Серу Рабені - Камелі Ратувоу - Іфереімі Равага - Насоні Роко - Вільям Райдер - Віліаме Сатала - Вайсале Сереві - Джоуп Туїкабе - Емосі Вукадо - Маріка Вунібака |

- Апеніса Валесу
- Ісікелі Ратулеву
- Леві Тамаівена
- Ватекіні Вуніса
- Джозева Вуніса
- Сетарекі Таваке
- Джоелі Відірі
- Аїсеа Туїлеву
- Самісоні Рабака

### Тренери
- Бен Раян (діючий головний тренер)[2]
- Ваісале Сереві
- Етувате Вага
- Рату Кітіоне Весікула
- Аліфереті Дере
- Пауліасі Табулуту
- Rupeni Ravonu
- Аліфереті Каванібука
- Джосатекі Савоу
- Томасі Кама
- Сенівалаті Лаулау